# ماريا أورورا كوتو
ماريا أورورا كوتو (22 أغسطس 1937 - 14 يناير 2022) كانت كاتبة ومعلمة هندية من غوا. اشتهرت بكتابها غوا: قصة ابنة، وترويجها للأدب والأفكار داخل غوا وخارجها. وعاشت في قرية ألدونا شمال غوا. وبالإضافة إلى كتبها كتبت في الصحف والمجلات، كما درست الأدب الإنجليزي في كلية ليدي شري رام في دلهي وكلية ديمبي في بانجيم. كما ساعدت أيضًا في بدء مهرجان دي دي كوسامبي للأفكار في عام 2008.
حصلت كوتو على وسام بادما شري، رابع أعلى وسام مدني في الهند في عام 2010.

## حياتها المبكرة
ولدت كوتو في سالسيت في جنوب غوا في 22 أغسطس عام 1937 لوالدها أنطونيو كايتانو فرانسيسكو (تشيكو) دي فيغيريدو ووالدتها ماريا كويتيريا فيلومينا بورخيس. وكان والداها من السكان الأصليين في منطقة فيلهاس كونكويستاس في سالسيت. وكانت أصولها من الأب والأم من مجتمع البراهمة الكاثوليكي الروماني في غوا ودامون البرتغاليين السابقين.
انتقلت عندما كانت طفلة إلى مدينة درواد المجاورة، التي كانت في ولاية ميسور آنذاك، كما كانت مركزًا للتعليم وإتاحة الفرص لشعب غوا، وعاشت هناك مع والديها وإخوتها الستة في محاولة للسيطرة على إدمان والدها للكحول. وبعد هجر والدهم للأسرة، ربت والدتها الأطفال السبعة وحدها.
درست كوتو في مدرسة سانت خوسيه الثانوية ثم درست الأدب الإنجليزي في جامعة كارناتاك. وفي مقابلة لاحقة ذكرت أن أيام نشأتها كانت تتمحور حول هويتها كهندية، وباعتبارها من مواطني غوا، وباعتبارها كاثوليكية. وكان بالكلية في ذلك الوقت طلاب من جميع أنحاء ولاية ميسور آنذاك. وكان من بين زملائها في الجامعة الكاتب المسرحي غيريش كارناد والمؤلفة شاشي ديشباند. وحصلت لاحقًا على درجة الدكتوراه في الأدب حيث درست الإنسانية الدينية في أعمال فرانسوا مورياك.

## مسيرتها المهنية
بدأت كوتو تدريس الأدب الإنجليزي في الكليات مثل كلية ليدي شري رام في دلهي وكلية ديمبي في بانجيم، وساهمت أيضًا في الدوريات في الهند والمملكة المتحدة.
بدأت مهنة كوتو في الكتابة بكتابها الذي صدر عام 1988 عن المؤلف والناقد الأدبي الإنجليزي غراهام غرين، غراهام غرين: على الحدود والسياسة والدين في الروايات. وكانت قد التقت بالكاتب في وقت سابق أثناء زيارته لغوا عام 1963. ويغطي كتابها الصادر عام 2004 غوا: قصة ابنة تاريخ غوا من وجهة نظرها بالإضافة إلى كونه سيرة ذاتية. وفي عام 2014 أصدرت كوتو كتابها رحلات فيلومينا، الذي يتعمق في حياة والدتها فيلومينا بورخيس، ويحكي عن «النخبة الكاثوليكية المحتضرة في غوا» حيث أظهر تحول المجتمع والثقافة في غوا. ووصفت في هذا الكتاب الثالث معارك والدها مع إدمان الكحول، وحياته في الأوقات المتغيرة، ونشأته في الهند المتعددة الثقافات.
بصفتها رئيسًا للجنة المئوية لدي دي كوسامبي في عام 2008، ساعد تكوتو في إطلاق مهرجان دي دي كوسامبي للأفكار، وهو عبارة عن سلسلة محاضرات ترعاها وزارة الثقافة في غوا. كما شاركت بنشاط في جامعة غوا.
تحدثت كوتو أيضًا عن القضايا البيئية وعن قضايا العدالة الاجتماعية المختلفة المتعلقة بمسقط رأسها ولاية غوا. وتحدثت ضد الهجمات والتخريب على الصلبان الكاثوليكية في جنوب غوا في عام 2017. وكانت أيضًا من مؤيدي حركة غوينتشي ماتي، وهي حركة شعبية احتجت على أنشطة التعدين في غوا. وكانت كوتو من بين الكتاب الذين طالبوا ساهيتيا أكاديمي بإدانة الأعمال بما في ذلك مقتل إم إم كالبورغي وأعمال العنف الأخرى في البلاد في عام 2015.
حصلت كوتو على وسام بادما شري، رابع أعلى وسام مدني في الهند من قبل حكومة الهند في عام 2010.